# Mínimo común denominador
Recibe el nombre de mínimo común denominador de dos o más fracciones el número que resulta de calcular el mínimo común múltiplo de los denominadores de esas mismas fracciones, generalmente con el objetivo de obtener otras dos (o más) fracciones de igual denominador y respectivamente equivalentes a las fracciones iniciales, dado que solo se pueden sumar o restar fracciones que tengan el mismo denominador.

## Ejemplo
Por ejemplo, el mínimo común denominador de:
{\displaystyle {\cfrac {1}{3}}\;;\quad {\cfrac {5}{8}}}
es:
{\displaystyle 24\;}
porque el mínimo común múltiplo de 3 y 8 es igual a 24.
| {\displaystyle {\begin{array}{r\|l}3&3\\1&\end{array}}} |
| {\displaystyle 3=3\,}                                   |

| {\displaystyle {\begin{array}{r\|l}8&2\\4&2\\2&2\\1&\end{array}}} |
| {\displaystyle 8=2^{3}\,}                                         |

Luego el mínimo común múltiplo es:
{\displaystyle \operatorname {MCM} (3,8)=3\cdot 2^{3}=24}
Reduciendo las dos fracciones a mínimo común denominador, tenemos:
{\displaystyle {\cfrac {1}{3}}={\cfrac {8}{24}}\;;\quad {\cfrac {5}{8}}={\cfrac {15}{24}}}
La realización del mínimo común denominador de 2 o más fracciones se emplea para averiguar el denominador que han de tener las dos fracciones, mientras que para averiguar el numerador de cada una puede emplearse la siguiente fórmula:
{\displaystyle {\cfrac {1}{3}}=\quad {\cfrac {1}{3}}\cdot {\cfrac {\cfrac {24}{3}}{\cfrac {24}{3}}}=\quad {\cfrac {1\cdot {\cfrac {24}{3}}}{3\cdot {\cfrac {24}{3}}}}=\quad {\cfrac {1\cdot {\cfrac {24}{3}}}{{\cancel {3}}\cdot {\cfrac {24}{\cancel {3}}}}}=\quad {\cfrac {1\cdot 8}{24}}=\quad {\cfrac {8}{24}}}
En el segundo caso:
{\displaystyle {\cfrac {5}{8}}=\quad {\cfrac {5}{8}}\cdot {\cfrac {\cfrac {24}{8}}{\cfrac {24}{8}}}=\quad {\cfrac {5\cdot {\cfrac {24}{8}}}{8\cdot {\cfrac {24}{8}}}}=\quad {\cfrac {5\cdot {\cfrac {24}{8}}}{{\cancel {8}}\cdot {\cfrac {24}{\cancel {8}}}}}=\quad {\cfrac {5\cdot 3}{24}}=\quad {\cfrac {15}{24}}}